# Leni Deschner
Leni Deschner (* 2006) ist eine deutsche Schauspielerin.

## Leben
Leni Deschner wurde 2006 geboren. Durch die Teilnahme an einem Casting im Jahr 2020 erhielt sie eine Hauptrolle in dem Film Himbeeren mit Senf. Sie erhielt weitere prominente Rollen in Alfons Zitterbacke – Endlich Klassenfahrt! und Das fliegende Klassenzimmer. Anfang 2024 war sie in einer Folge der Fernsehreihe Tatort zu sehen. Die Schauspielerin wohnt in Berlin.

## Filmografie
- 2021: Himbeeren mit Senf
- 2022: Alfons Zitterbacke – Endlich Klassenfahrt!
- 2023: Das fliegende Klassenzimmer
- 2023: Die Bergretter (Fernsehserie, 1 Folge)
- 2024: Tatort: Avatar
- 2024: Die schönste Bescherung (Fernsehfilm)
- 2024: MINTs (Fernsehserie, Pilotfolge)
- 2025: In aller Freundschaft – Die jungen Ärzte (Fernsehserie, Folge Dilemma)